# Aurora Teagarden
Aurora Teagarden – fikcyjna postać stworzona przez Charlaine Harris w serii dziesięciu kryminałów pisanych od 1990 do 2017 roku.
W pierwszej książce z serii, dwudziestoośmioletnia Aurora „Roe” Teagarden jest bibliotekarką należącą do klubu Prawdziwe Morderstwa. Klub zrzesza dwunastoosobową grupę, która co miesiąc zbiera się, by studiować znane, zaskakujące lub nierozwiązane zagadki kryminalne.

## Cykl Aurora Teagarden
1. Prawdziwe Morderstwa. Aurora Teagarden (Real Murders, 1990)[1],
2. Kości niezgody. Aurora Teagarden (A Bone to Pick, 1992)[2]
3. Trzy sypialnie, jeden trup. Aurora Teagarden (Three Bedrooms, One Corpse, 1994)[3]
4. Dom Juliusów (The Julius House, 1995)
5. Z jasnego nieba (Dead Over Heels, 1996)
6. Łatwo przyszło, łatwo poszło (A Fool And His Honey, 1999)
7. Świadek ostatniej sceny (Last Scene Alive, 2002)
8. Zabita na śmierć (Poppy Done to Death, 2003)
9. Małe kłamczuchy (All the Little Liars, 2016)
10. Słodkich snów (Sleep Like a Baby, 2017)